# جولييت إتش لويس كامبل
جولييت إتش لويس كامبل (بالإنجليزية: Juliet H. Lewis Campbell)‏ (5 أغسطس 1823 - 26 ديسمبر 1898)؛ شاعرة، كاتِبة وروائية أمريكية.